# Hans Wilhelmi
Hans Wilhelmi, né le 27 août 1899 à Mayence et décédé le 5 juin 1970 à Francfort-sur-le-Main, était un homme politique allemand membre de l'Union chrétienne-démocrate d'Allemagne (CDU).
Élu au Bundestag en 1957, il devient en 1960 ministre fédéral du Patrimoine de la Fédération, un portefeuille qui revient aux libéraux l'année suivante. En 1964, il prend la présidence de la commission parlementaire de la Justice et l'occupe jusqu'à son retrait du Bundestag en 1969.

## Biographie
Après avoir passé son Abitur en 1917, il suit des études supérieures de droit et de sciences économiques à l'université de Göttingen puis à l'université de Bonn, où il obtient son doctorat de droit en 1923. Il s'installe l'année suivante comme avocat à Francfort-sur-le-Main, puis exerce à partir de 1932 la profession de notaire.
En 1933, à la suite de la décision de son collègue juif d'émigrer du fait de l'arrivée au pouvoir d'Adolf Hitler, il fonde un nouveau cabinet avec Karl Rasor, qui fusionne en 1936 avec celui de Jakob Flesch et Otto Wedesweiler. Flesch étant défini comme « demi juif » par les autorités nazies, il est limité à un simple travail d'assistant juridique.
Hans Wilhelmi est enrôlé dans la Wehrmacht au cours de la Seconde Guerre mondiale, étant fait prisonnier en 1945, mais il est rapidement libéré. Il retourne ensuite travailler auprès de ses collègues dans leur cabinet qui devient après le conflit le plus important de Francfort-sur-le-Main.

## Parcours politique
Il rejoint l'Union chrétienne-démocrate d'Allemagne (CDU) en 1945, la même année que son élection au conseil municipal de Francfort-sur-le-Main, où il siégera douze ans et présidera le groupe CDU. En 1957, il est élu député fédéral de Hesse au Bundestag, puis nommé ministre fédéral du Patrimoine de la Fédération dans le cabinet de majorité absolue dirigé par Konrad Adenauer le 4 mai 1960, soit un peu plus d'un mois après le décès d'Hermann Lindrath, premier titulaire de ce poste.
À la suite des élections législatives de 1961, il est contraint de quitter le gouvernement puisque son portefeuille est confié au Parti libéral-démocrate (FDP), qui fait son retour au pouvoir. Il prend trois ans plus tard la présidence de la commission de la Justice du Bundestag et l'occupera jusqu'en 1969, année de son retrait de la vie politique.